# Fallen (álbum de For My Pain)
Fallen es el primer álbum de la banda finlandesa For My Pain.... Fue lanzado en 2003 después de Eternal Tears of Sorrow se separara y Nightwish estuviese en un descanso ya que su vocalista Tarja Turunen estaba en Alemania. Esto permitió a los miembros del grupo componer el álbum y lanzarlo.

## Lista de canciones
1. "My Wound Is Deeper Than Yours" - 3:43
2. "Dancer In The Dark" - 3:44
3. "Queen Misery" - 5:22
4. "Sea Of Emotions" - 3:55
5. "Rapture Of Lust" - 3:54
6. "Broken Days" - 4:01
7. "Dear Carniwhore" - 3:54
8. "Bed Of Dead Leaves" - 5:00
9. "Autumn Harmony" - 4:45
10. "Tomorrow Is Closed Gate (Dead For So Long)" - 4:49

- Datos: Q3278983